# کوناکس

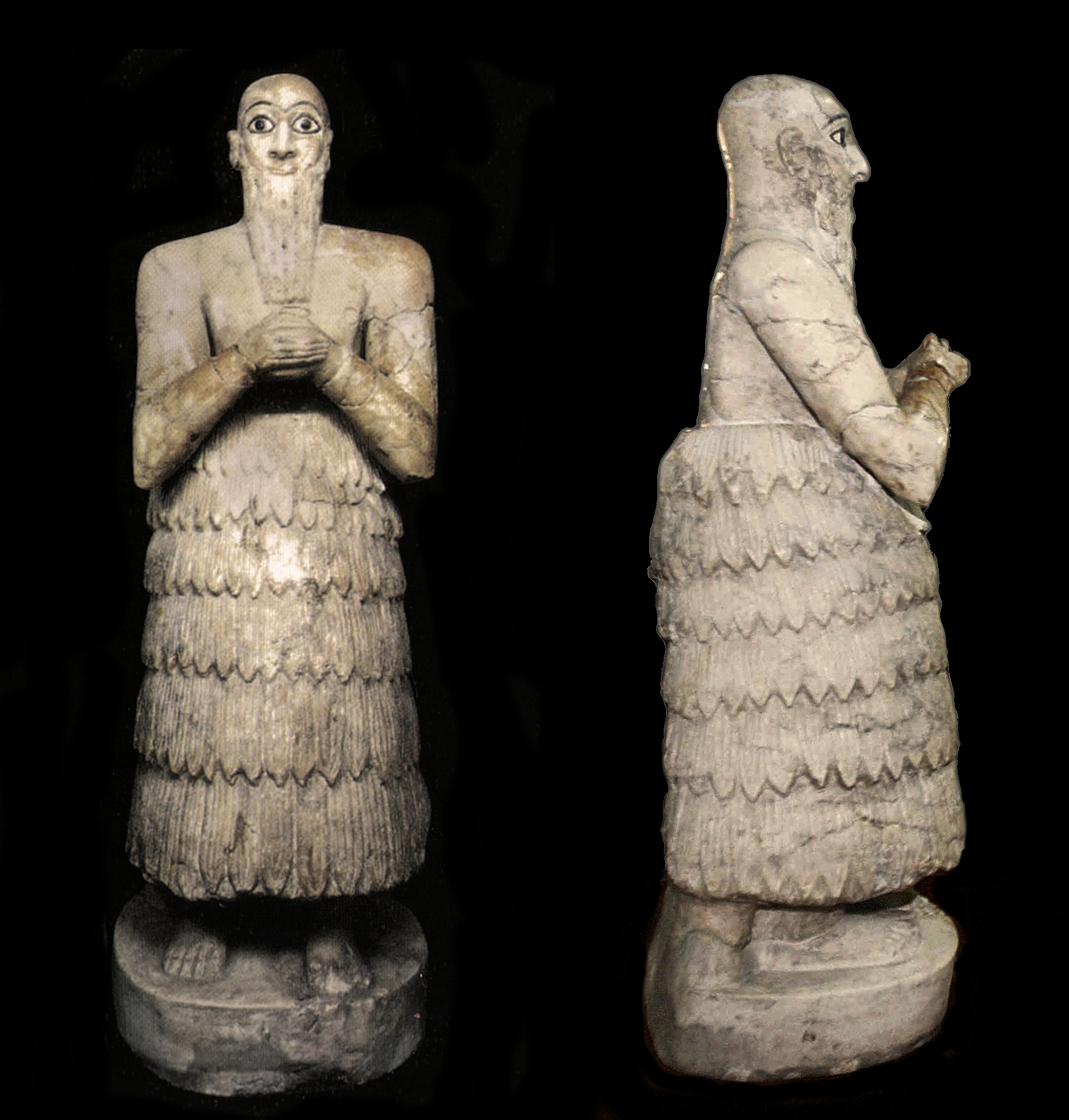
مجسمه‌ای از ایکو-شاماگان، پادشاه شهر ماری، با پوشش «کاوناکس». حدود ۲۵۰۰ سال پیش از میلاد.

کوناکس (Kaunakes) یک شنل پشمی بود که با تمدن‌های باستانی میان‌رودان (بین‌النهرین) و ایران مرتبط است. این لباس با الگویی منگوله‌دار بافته می‌شد که ظاهر آن شبیه گلبرگ‌ها یا پرهای روی‌هم‌افتاده بود. این جلوه با دوختن منگوله‌ها روی لباس یا با حلقه‌کردن آن‌ها درون پارچه ایجاد می‌شد.

## ریشه
این لباس به تمدن سومر بازمی‌گردد، تمدنی که حتی پیش از ۴۰۰۰ سال پیش از میلاد وجود داشته است.

### دوره پیش‌دودمانی (۴۰۰۰ تا ۲۷۰۰ پیش از میلاد): دامن‌های کوتاه و لباس‌های توری
لباسی که در نخستین آثار هنری سومری دیده می‌شود، در واقع «کائوناکس» نیست، بلکه نوعی دامن یا «لباس توری» است که به‌طور نسبی به پایین‌تنه می‌چسبد، در حالی که بالاتنه کاملاً برهنه باقی می‌ماند. این لباس توری اولیه شباهت بیشتری به پارچه‌های معمولی دارد، در حالی که کائوناکس‌های بعدی بیشتر شبیه پوست گوسفند هستند و با حجم زنگوله‌ای‌شکل در اطراف کمر و پاها دیده می‌شوند.

### دوره آغازین دودمانی (۲۷۰۰ تا ۲۳۵۰ پیش از میلاد): کاوناکس
دوره آغازین دودمانی، بین سال‌های ۲۷۰۰ تا ۲۳۵۰ پیش از میلاد، با فرهنگ والایی شناخته می‌شود. پوشش آن دوره لباس یکسانی بود که هم مردان و هم زنان می‌پوشیدند. دامن از پوست گوسفند ساخته می‌شد و به گونه‌ای پوشیده می‌شد که پوست به سمت داخل قرار گیرد و پشم آن به شکل شانه‌دار تزئین شده باشد. این دامن به صورت پیچشی دور کمر بسته می‌شد و تا زانو امتداد داشت. خدمتکاران و سربازان کوتاه‌ترین لباس‌ها را می‌پوشیدند، در حالی که افراد با جایگاه اجتماعی بالا لباس‌های بلندتری می‌پوشیدند که دامن آن‌ها اغلب تا مچ پا می‌رسید. بخش بالایی بدن یا با شنلی از پوست گوسفند که روی شانه‌ها انداخته می‌شد پوشیده می‌شد یا بدون پوشش باقی می‌ماند. حدود سال ۲۵۰۰ پیش از میلاد، لباس‌های پوست گوسفند با پارچه‌ای از پشم بافته‌شده جایگزین شد؛ با این حال، بخش منگوله‌دار لباس همچنان حفظ شد و با دوختن منگوله‌ها روی لباس یا بافت حلقه‌هایی درون پارچه ادامه یافت. یونانیان این نوع لباس را «کائوناکس» می‌نامیدند. این نوع پوشش در مجسمه‌ها و موزاییک‌های آن دوره دیده می‌شود.